# Buck Buchanan
Junious Buchanan, detto Buck (Gainesville, 10 settembre 1940 – Kansas City, 16 luglio 1992), è stato un giocatore di football americano statunitense, inserito nella Pro Football Hall of Fame nel 1990.

## Carriera
Buck Buchanan iniziò la sua carriera nel football alla Grambling State University, dove venne fin da allora notato dagli osservatori del football professionistico grazie alla sua imponente struttura fisica.
Terminata l'università, fu scelto nel 19º giro del Draft NFL 1963 ma fu prima scelta assoluta da parte dei Kansas City Chiefs in quello della AFL.
Firmato il contratto, Buchanan restò a Kansas City per tutte le 13 stagioni della sua carriera da professionista, costituendo in particolare con i compagni Curley Culp, Aaron Brown e Jerry Mays una delle più forti linee difensive dell'epoca; anche grazie a questo forte assetto difensivo, i Chiefs giunsero a disputare due Super Bowl

## Palmarès
Durante la sua carriera, Buck Buchanan disputò due edizioni del Super Bowl con i Kansas City Chiefs: il primo fu il Super Bowl I (1966), perso contro i Green Bay Packers, il secondo fu il Super Bowl IV (1969), vinto contro i Minnesota Vikings.
Tra i riconoscimenti a livello individuale, si ricordano:
- 8 convocazioni per il Pro Bowl, ininterrottamente dal 1964 al 1971
- 8 selezioni per la formazione All-Pro, ininterrottamente dal 1964 al 1971
- Il suo N. 86 è stato ritirato dai Kansas City Chiefs
- Inserito nella formazione ideale di tutti i tempi della AFL
- Inserito nella formazione ideale del 100º anniversario della NFL